# Заврше (Мислиня)
Заврше (словен. Završe) — поселення в общині Мислиня, Регіон Корошка, Словенія. Висота над рівнем моря: 807,6 м.